# Психоактив трип
Психоактив трип српска је хип-хоп група из Београда. Групе је основана 2010. године, а чине је петорица музичара.

## Историјат
Група делује од 2010. године, а основали су је Марко Рајић, Марко Ћалић, Милош Аничић, Срђан Живковић и Марко Грујић, сви из новобеоградског Блока 38. Име групе Психоактив трип одабрано је јер имају циљ да „утичу на психу” слушалаца, док „трип” представља њихове ставове и начин живота. Широј јавности постали су познати након објављивања песама Ал' је ладно, Пуна стотка, Сканија и песме Разлика. У јулу 2011. године објавили су песму Зла фреквенција, заједно са хип хоп групом ФТП!.
Године 2014. објавили су демо албум Демончина 38, који садржи четрнаест нумера снимљених у периоду 2010—2014. године, као и спот за песму Пуна стотка. У марту 2017. године објавили су синглове Разлика, Видим и Тике за које су уједно и снимљени спотови и тако најавили њихов први студијски албум под називом Разлика. На албуму се налази десет песама, које су снимане у Beatblokz студију, микс је радио Jan Yoo, а скречеве ди-џеј Муња. Промоција албума била је у фебруару 2017. године у београдском  y клубу КПТМ, а гости концерта били су репери Смоке Мардељано, Кила 33, Lekr Blessa, Жути и хип хоп група Black ring crew.
Гостовали су на песми Блоковски марш репера Кила 33, која се нашла на албуму Дупла тројка, објављеном 2018. године. Спот и нумеру Ту смо у сарадњи са српским репером Смоке Мардељаном објавили су у априлу 2019. године. У августу 2019. године, група је објавила песму Земља кошарке (Ајмо, ајде), за коју је и снимљен спот, као знак подршке за кошаркашку репрезентацију Србије на Светском првенству у кошарци 2019. године и сингл са спотом Дувамо вутру.

## Дискографија

### Албуми
- Демончина 38 (2014) (демо албум)
- Разлика (2017)

## Синглови
- Пуна Стотка (2014)
- Разлика (2017)
- Видим (2017)
- Тике (2017)
- Ту смо (2019)
- Земља Кошарке (2019)
- Дувамо Вутру (2019)

## Спотови
- Пуна стотка (2014)
- Разлика (2017)
- Видим (2017)
- Тике (2017)
- Ту смо (2019)  (са Смоке Мардељаном)
- Земља кошарке (Ајмо, ајде) (2019)
- Дувамо вутру (2019)
- Б.Р.О. (2020)